# Vahemadal
Vahemadal är ett grund och en fyr i landskapet Harjumaa i Estland. Det ligger i Tallinnbukten i inloppet till Tallinns hamn, 10 km nordväst om huvudstaden Tallinn. 